# حذاء ازرق شمواه (أغنية)
حذاء ازرق شمواه (بالإنجليزية: Blue Suede Shoes) أغنية، ونموذج لموسيقى الروك أند رول، كتبها وغناها لأول مرة كارل بيركنز في عام 1955. تعد من أول تسجيلات موسيقى الروكابيلي، التي تضم عناصر موسيقى البلوز، والكانتري، والبوب في ذلك الوقت. ظهرت نسخة بيركنز الأصلية على قائمة كاش بوكس الأمريكية لأفضل مبيعات الأغاني المنفردة لمدة 16 أسبوعًا، وقضت أسبوعين في المركز الثاني.
سجل إلفيس بريسلي «حذاء ازرق شمواه» في عام 1956، وضمنها كأغنية الافتتاح لألبومه الأول الذي يحمل عنوان «إلفيس بريسلي». قام بريسلي بأداء نسخته من الأغنية ثلاث مرات مختلفة على التلفزيون الوطني.
سجل الأغنية أيضًا بادي هولي، وإيدي كوكران، وآخرين.

## خلفية الأغنية
ظهرت قصص مختلفة عن أصل هذه الأغنية. قال مغني الكانتري الأمريكي «جوني كاش» في سيرته الذاتية الثانية «كاش: السيرة الذاتية»، يذكر جوني كاش انه زرع بذرة الأغنية في خريف عام 1955، بينما كان بيركنز، وكاش، وإلفيس بريسلي، يقومون بجولة في جميع أنحاء الجنوب. أخبر كاش بيركنز عن طيار أمريكي أفريقي التقى به أثناء خدمته في ألمانيا، وكان يروي قصصاً عن الطياريين، ويشير إلى أحذيتهم النظيفة بقوله «الأحذية الزرقاء الشمواة»، واقترح كاش أن يكتب بيركنز أغنية عن الحذاء، وأجاب بيركنز: «لا أعرف شيئًا عن الأحذية. كيف يمكنني كتابة أغنية عن الأحذية؟».
ذكر بيركنز فيما بعد انه وهو يغني على المسرح في 4 ديسمبر 1955، شاهد شاباً وشابة يرقصان، بينما الشاب يحذر صديقته من أن تطأ على حذائه الشمواة، وعجب من اهتمام الشاب بالحذاء أكثر من اهتمامه بصديقته.

## نسخة الفيس بريسلي
كان من الشائع خلال الأربعينيات والخمسينيات من القرن الماضي، تسجيل نسخ من الأغاني الناجحة وإصدارها، غالبًا في أنماط، أو أنواع مختلفة. أرادت شركة تسجيلات آر سي إيه الترويج لإلفيس بريسلي كفنان لموسيقى الروك أند رول، واعتقدت الشركة أن نسخة بريسلي من «حذاء ازرق شمواه» يمكن أن يفوق إصدار بيركز الأصلي، خاصة مع حصة شركة آر سي إيه الأكبر من التوزيع، واتصالات الراديو. كان بريسلي، الذي كان قد وقع مع شركة صن للتسجيلات، وكان يعرف بيركنز وفيليبس، مترددًا في تسجيل نسخة منافسة. وافق بريسلي في النهاية على تسجيل الأغنية إذا قامت الشركة بتأخير إصدارها كأغنية فردية. تحتوي نسخة بريسلي على جزئين من العزف المنفرد على الجيتار للعازف سكوتي مور، مع بيل بلاك على الباس، ودي جي. فونتانا على الطبول.

إلفيس بريسلي (حذاء ازرق شمواه)

## نسخ مختلفة للأغنية
قدم عدد 298 فنان نسخاً مختلفة للأغنية كان أبرزهم: 
كارل بيركنز: المركز الثاني عام 1956.
إلفيس بريسلي: المركز 20 عام 1956.
بويد بينيت: المركز 63 عام 1956.
جوني ريفرز: المركز 38 عام 1973. 
فريق ليجاو اربانا: أنجح فرقة موسيقى البوب / الروك البرازيلية في الثمانينيات.
كليف ريتشارد والشادوز 1959 - بات بون 1963 - ديف كلارك فايف 1965 - جوني هاليداي 1971 - جيمي هندريكس 1972 - أوريا هيب 1973 - ديفيد كاسيدي 1974 - ميرل هاغارد 1977.

## كلمات الأغنية
حسنًا، إنها واحدة للمال Well, it's one for the money
اثنان للعرض Two for the show
ثلاثة للاستعداد Three to get ready
انطلق الآن، قطة، انطلق، لكن لا تفعل ذلك Now go, cat, go, but don't you
تخطو على حذائي الأزرق الشمواه Step on my blue suede shoes
يمكنك فعل أي شيء You can do anything
لكن ابتعد عن حذائي الأزرق الشمواه But stay off of my blue suede shoes
حسنًا، يمكنك أن تطرحني أرضًا Well, you can knock me down
تخطو على وجهي Step in my face
تشهر باسمي في كل مكان Slander my name all over the place
حسنًا، افعل أي شيء تريد القيام به Well, do anything that you want to do
لكن اه اه عزيزتي But uh-uh, honey
ابتعد عن الأحذية Lay off of them shoes
لا تخطو على حذائي الأزرق الشمواه Don't you step on my blue suede shoes
حسنًا، يمكنك فعل أي شيء Well, you can do anything
لكن ابتعد عن حذائي الأزرق الشمواه But stay off of my blue suede shoes
لننطلق يا قطة Let's go, cat
آه، امشِ الكلب Ah, walk the dog
يمكنك حرق منزلي You can burn my house
سرقة سيارتي Steal my car
اشرب خموري من برطمان فواكه قديم Drink my liquor from an old fruit jar
حسنًا، افعل أي شيء تريد القيام به Well, do anything that you want to do
لكن اه اه عزيزتي But uh-uh, honey
ابتعد عن حذائي Lay off of my shoes and don't you
خطوة على حذائي الأزرق الشمواه Step on my blue suede shoes
حسنًا، يمكنك فعل أي شيء Well, you can do anything
لكن ابتعد عن حذائي الأزرق الشمواه But stay off of my blue suede shoes

## وصلات خارجية
https://www.songfacts.com/facts/carl-perkins/blue-suede-shoes حذاء ازرق شمواه (أغنية)
https://www.npr.org/2000/02/07/1070070/blue-suede-shoes حذاء ازرق شمواه (أغنية)
https://secondhandsongs.com/performance/701/versions#nav-entity حذاء ازرق شمواه (أغنية)
https://www.youtube.com/watch?v=DRNyvO4QouY حذاء ازرق شمواه (أغنية)
https://www.youtube.com/watch?v=Bm5HKlQ6nGM حذاء ازرق شمواه (أغنية)
https://www.youtube.com/watch?v=O6BbL4DrrBo حذاء ازرق شمواه (أغنية)